# Gare de Nançois - Tronville
Gare de Nançois - Tronville vasútállomás Franciaországban, Tronville-en-Barrois településen.

## Vasútvonalak
Az állomást az alábbi vasútvonalak érintik:
- Párizs-Strasbourg-vasútvonal
- Nançois-Tronville-Neufchâteau-vasútvonal

## Kapcsolódó állomások
A vasútállomáshoz az alábbi állomások vannak a legközelebb:
- Gare de Bar-le-Duc
- Gare de Commercy
- Gare de Lérouville